# Achaios aus Eretria
Achaios aus Eretria (* um 484 v. Chr.; † vor 406 v. Chr.) war ein griechischer Tragödiendichter, von dem nur wenige Fragmente erhalten sind.

## Leben und Wirken
Über sein Wirken sind wir nur aus vereinzelten Angaben bei Athenaios sowie durch eine Vita der byzantinischen Suda (10. Jahrhundert) unterrichtet. Laut Suda hieß sein Vater Pythodoros oder Pythorides; er wurde während der 76. Olympiade, also um 484 v. Chr. geboren und war damit um einiges jünger als seine Zeitgenossen Sophokles und Euripides. Zur 83. Olympiade (um 454 v. Chr.) trat er zum ersten Mal in Athen mit einem Stück auf und konkurrierte mit Euripides. Er soll im Verlauf seiner Karriere nur einen Sieg im Tragödienwettstreit davongetragen haben. Er muss vor der Aufführung der Frösche des Aristophanes gestorben sein, da er unter den dort aufgezählten noch lebenden Tragödienschreibern nicht erwähnt wird.
Über die Zahl seiner Stücke gibt lediglich die Suda Auskunft: Er soll 44, 30 oder 24 Stücke geschrieben haben, also elf, acht oder sechs Tetralogien. Seine Stücke müssen sich bis in die hellenistische Zeit erhalten haben. Nur 19 Titel sind heute bekannt, von denen mindestens sechs, wahrscheinlich zehn Satyrspiele sind. Dieser Schwerpunkt macht das Urteil des Philosophen Menedemos von Eretria verständlich, dass Achaios im Satyrspiel nur Aischylos nachstehe.
Die Wirkungsgeschichte des Achaios lässt sich nur bruchstückhaft rekonstruieren. Der Komödienschreiber Aristophanes hat ihn nachweislich einmal parodiert, sein Kollege Euripides soll eine Sentenz von ihm übernommen haben, der Grammatiker und Philologe Didymos Chalkenteros verfasste nach der Nachricht des Athenaios einen Kommentar zu seinen Dramen.

## Bekannte Stücke
Die Fragmente werden nach den Seitenzahlen und der fortlaufenden Nummerierung der Tragicorum Graecorum Fragmenta, 2. Auflage, Leipzig 1889 von August Nauck zitiert. Die erste Fragmentsammlung zu Achaios lieferte Ludwig von Urlichs in seiner Dissertation Achaei Eretriensis quae supersunt (Bonn 1834).
| Titel      | Gattung        | Stoff                                             | Fragmente     |
| ---------- | -------------- | ------------------------------------------------- | ------------- |
| Ἄδραστος   | Tragödie       | Adrastos                                          | 746/1         |
| Αἴθων      | Satyrspiel     | Aithon, vermutlich über Odysseus oder Erysichthon | 747–749/6–11  |
| Ἀλκμέων    | Satyrspiel     | Alkmaion                                          | 749–750/12–15 |
| Ἀλφεσίβοια | Tragödie       | Alphesiboia                                       | 750/16        |
| Ἆθλα/Ἆθλοι | Satyrspiel (?) | „Die Wettkämpfe/r“                                | 746–747/3–4   |
| Ἀζᾶνες     | Tragödie       | Azan                                              | 746/2         |
| Ἐργῖνος    | Tragödie       | Erginos                                           | keine         |
| Ἥφαιστος   | Satyrspiel     | Hephaistos                                        | 750/17        |
| Ἴρις       | Satyrspiel     | Iris                                              | 751–752/19–23 |
| Κύκνος     | Satyrspiel (?) | „Der Schwan“                                      | 752/24–25     |
| Λίνος      | Satyrspiel     | Linos                                             | 752–753/26    |
| Μοῖραι     | Satyrspiel (?) | „Die Moiren“                                      | 753/27–28     |
| Μῶμος      | Satyrspiel (?) | Momos                                             | 753–754/29    |
| Οἰδίπους   | Tragödie       | Ödipus                                            | 754/30–31     |
| Ὀμφάλη     | Satyrspiel     | Omphale                                           | 754–755/32–35 |
| Περίθοος   | Tragödie       | Peirithoos                                        | 755/36        |
| Φιλοκτήτης | Tragödie       | Philoktet                                         | 755–756/37    |
| Φρίξος     | Tragödie       | Phrixos                                           | 756/38        |
| Θησεύς     | Tragödie       | Theseus                                           | 751/18        |